# Okręg wyborczy Wansbeck
Okręg wyborczy Wansbeck powstał w 1885 r. i wysyłał do brytyjskiej Izby Gmin jednego deputowanego. Okręg został zlikwidowany w 1950 r., ale odtworzono go ponownie w 1983 r. Okręg obejmuje miasta Wansbeck, Bedlington oraz Ashington w hrabstwie Northumberland.

## Deputowani do brytyjskiej Izby Gmin z okręgi Wansbeck

### Deputowani w latach 1885–1950
- 1885–1918: Charles Fenwick, Liberalni Laburzyści
- 1918–1922: Robert Mason, Partia Liberalna
- 1922–1929: George Warne, Partia Pracy
- 1929–1931: George Shield, Partia Pracy
- 1931–1940: Bernard Cruddas, Partia Konserwatywna
- 1940–1945: Robert Donald Scott, Partia Konserwatywna
- 1945–1950: Alfred Robens, Partia Pracy

### Deputowani po 1983
- 1983–1997: John Thompson, Partia Pracy
- 1997– : Denis Murphy, Partia Pracy